# Nestor Burma en direct
Nestor Burma en direct est un roman policier français de Léo Malet, paru en 1967 aux éditions Fleuve noir. Il fait partie de la série policière ayant pour héros le détective Nestor Burma. 
Avant l'édition en volume, une première version du roman est parue en feuilleton sous le titre 6/35 contre 819 dans le magazine Télé 7 jours en 1962.

## Résumé
« Une blondinette nommée Françoise [...] Pellerin [...], qui a reçu des menaces de mort », rend visite à Burma pour lui demander d'en découvrir le responsable. Mais lorsqu'elle s'embrouille dans ses explications, Burma est convaincu qu'elle ne dit pas la vérité.
Consciencieux, le détective se rend néanmoins aux studios des Buttes Chaumont dans le 19e arrondissement de Paris. Il y croise René Lucot, un réalisateur jadis rencontré au Café de Flore. Après une conversation où les deux hommes brassent vieux souvenirs et plaisanteries, Burma passe voir Françoise Pellerin qu'il découvre morte. Le commissaire Faroux, chargé de l'affaire, conclut rapidement à l'assassinat.
Rongé par les remords de ne pas avoir pris au sérieux sa cliente, Burma retourne chez lui et est assommé par deux gangsters qui frappent également Faroux venu informer le détective des développements de l'enquête. Peu après, Burma demande à la mère de la victime l'autorisation de mener des investigations pour trouver l'assassin de sa fille. Il apprend que la victime a vécu un temps avec un certain Henri Dolguet, technicien de la télévision.  Peu après, Jeanne, l'épouse de ce dernier, qui vit séparée de lui, téléphone à Burma pour lui fixer un rendez-vous rue d'Alésia, mais il s'agit d'un piège. Drogué et kidnappé, Burma se réveille devant les deux malfrats qui l'ont déjà assommé et est questionné par leur chef qui camoufle son identité sous un masque. Mais l'interrogatoire tourne court avec l'arrivée d'un quatrième homme et le détective parvient à s'évader.
De fil en aiguille, Burma remonte une piste à partir d'allusions du chef de gang qui a notamment parlé de trois cent millions de raisons d'agir. Or, deux ans plus tôt, un vol jamais résolu de 300 millions en bijoux a été commis à Cannes et il semble que le technicien Henri Dolget était sur le coup. Burma doit donc découvrir ce que chacun cache dans son jeu avant que de nouveaux meurtres soient commis.

## Éditions
- Fleuve noir, Spécial Police no 570, 1967
- Fleuve noir, Spécial Police no 1611, 1980
- Édito-Service, Les Classiques du crime, 1983
- 10-18, Grands détectives no 2070, 1990
- Presses de la Cité, Les Aventures de Nestor Burma no 7, 1990
- Dans le volume Dernières Enquêtes, Éditions Robert Laffont, collection Bouquins, 2007

## Adaptation à la télévision
- 1995 : Nestor Burma en direct, épisode 4, saison 4, de la série télévisée française Nestor Burma réalisé par Daniel Losset, adaptation du roman éponyme de Léo Malet, avec Guy Marchand dans le rôle de Nestor Burma.

## Sources
- Jacques Baudou (dir.), Les Nombreuses Vies de Nestor Burma, Nantes, Les Moutons électriques, coll. « La Bibliothèque rouge no 18 », 2010, 333 p. (ISBN 978-2-36183-003-8, OCLC 670472170), p. 143-146.
- Francis Lacassin, Sous le masque de Léo Malet, Nestor Burma, Amiens, Encrage, coll. « Portraits » (no 4), 1991 (ISBN 978-2-906-38932-8, OCLC 406670086), p. 101-104.
- Jean Tulard, Dictionnaire du roman policier : 1841-2005. Auteurs, personnages, œuvres, thèmes, collections, éditeurs, Paris, Fayard, 2005, 768 p. (ISBN 978-2-915793-51-2, OCLC 62533410), p. 526.